# ピアシティみらい平
ピアシティみらい平（ピアシティみらいだいら・PiaCity Miraidaira）は、茨城県つくばみらい市陽光台一丁目にある複合型商業施設である。各テナントはKASUMIで、同市内初の複数店舗集合型ショッピングセンターである。

## テナント
- FOOD SQUARE KASUMI みらい平駅前店 - 9:30～24:00
- ウエルシア みらい平駅前店 - 10:00～24:00
- セリア生活用品 ピアシティみらい平店 - 10:00～21:00
- ゲームメガ みらい平店 - 10:00～24:00
- クリーニング専科 ピアシティみらい平店 - 9:30～20:00
- コインランドリーデポ ピアシティみらい平店 - 9:30～24:00                                   　　　　　　　昔存在したテナント
- 茨城珍来 みらい平店 - 11:00～23:00(2020年閉店)

## 歴史
- 2006年（平成18年）
  - 3月9日 筑波郡伊奈町大字小張字高野田3096番地に開業。
  - 3月27日 筑波郡伊奈町と谷和原村の合併により、つくばみらい市小張字高野田3096番地に住所を変更。また、同時に予定町名・仮画地番号の使用を開始した。
- 2013年（平成25年）6月29日 所在地住所がつくばみらい市陽光台一丁目14番地2に変更。

## 交通アクセス
- 首都圏新都市鉄道つくばエクスプレスみらい平駅下車徒歩1分